# NGC 1688
NGC 1688 este o galaxie spirală situată în constelația Peștele de Aur. A fost descoperită în 1834 de către John Herschel. Se află la o distanță de 11 megaparseci de Pământ.